# El Palenque, Veracruz
El Palenque är en ort i Mexiko.   Den ligger i kommunen Tierra Blanca och delstaten Veracruz, i den sydöstra delen av landet, 300 km öster om huvudstaden Mexico City. El Palenque ligger 68 meter över havet och antalet invånare är 475.
Terrängen runt El Palenque är platt. Runt El Palenque är det ganska tätbefolkat, med 75 invånare per kvadratkilometer. Närmaste större samhälle är Nuevo Paso Nazareno, 9,5 km söder om El Palenque. Trakten runt El Palenque består till största delen av jordbruksmark.